# Mohamed Tougaï
Mohamed Amine Tougaï (en arabe : محمد أمين توقاي), couramment appelé Mohamed Tougaï, né le 22 janvier 2000 à Alger, est un footballeur international algérien. Il joue au poste de défenseur à l'Espérance sportive de Tunis.

## Biographie

### Carrière en club
En mai 2018, il signe son premier contrat professionnel à l'âge de dix-huit ans, avec son club formateur le NA Hussein Dey, pour une durée de cinq ans,. Il joue son premier match avec l'équipe première le 15 janvier 2019, contre l'USM Alger. Le NAHD s'incline (4-1) en déplacement.
Le 29 décembre 2019, il s'engage avec l'Espérance sportive de Tunis, pour une durée de quatre ans et demi. Il joue son premier match, sous ses nouvelles couleurs, en déplacement contre le Club athlétique bizertin (l'EST gagne 0-2).

### Carrière en sélection nationale
En janvier 2022, Il fait partie des joueurs sélectionnés pour participer à la Coupe d'Afrique des nations 2021 où L'Algérie sort dès le premier tour. Le 29 décembre 2023, il est retenu dans la liste des vingt-sept joueurs algériens sélectionnés par Djamel Belmadi pour disputer la Coupe d'Afrique des nations 2023.

## Statistiques

### En club
| Saison                | Club                  | Championnat           | Championnat | Championnat | Championnat | Coupe(s) nationale(s) | Coupe(s) nationale(s) | Coupe(s) nationale(s) | Supercoupe | Supercoupe | Supercoupe | Compétition(s) continentale(s) | Compétition(s) continentale(s) | Compétition(s) continentale(s) | Compétition(s) continentale(s) | Autres compétitions | Autres compétitions | Autres compétitions | Autres compétitions | Total | Total | Total |
| Saison                | Club                  | Division              | M.          | B.          | P.d.        | M.                    | B.                    | P.d.                  | M.         | B.         | P.d.       | Comp.                          | M.                             | B.                             | P.d.                           | Comp.               | M.                  | B.                  | P.d.                | M.    | B.    | P.d.  |
| 2018-2019             | NA Hussein Dey        | Ligue 1               | 14          | 0           | 2           | 2                     | 0                     | 0                     | -          | -          | -          | CAF2                           | 7                              | 1                              | 0                              | -                   | -                   | -                   | -                   | 23    | 1     | 2     |
| 2019-2020             | NA Hussein Dey        | Ligue 1               | 4           | 0           | 0           | -                     | -                     | -                     | -          | -          | -          | -                              | -                              | -                              | -                              | -                   | -                   | -                   | -                   | 4     | 0     | 0     |
| Sous-total            | Sous-total            | Sous-total            | 18          | 0           | 2           | 2                     | 0                     | 0                     | -          | -          | -          | -                              | 7                              | 1                              | 0                              | -                   | -                   | -                   | -                   | 27    | 1     | 2     |
| 2019-2020             | ES Tunis              | Ligue 1 Pro           | 5           | 0           | 0           | 3                     | 0                     | 0                     | 0          | 0          | 0          | CAF                            | 0                              | 0                              | 0                              | -                   | -                   | -                   | -                   | 8     | 0     | 0     |
| 2020-2021             | ES Tunis              | Ligue 1 Pro           | 10          | 0           | 0           | -                     | -                     | -                     | -          | -          | -          | CAF                            | 2                              | 0                              | 0                              | -                   | -                   | -                   | -                   | 12    | 0     | 0     |
| 2021-2022             | ES Tunis              | Ligue 1 Pro           | 20          | 3           | 1           | -                     | -                     | -                     | -          | -          | -          | CAF                            | 10                             | 0                              | 0                              | -                   | -                   | -                   | -                   | 30    | 3     | 1     |
| 2022-2023             | ES Tunis              | Ligue 1 Pro           | 19          | 0           | 0           | 3                     | 0                     | 0                     | -          | -          | -          | CAF                            | 12                             | 1                              | 0                              | -                   | -                   | -                   | -                   | 34    | 1     | 0     |
| 2023-2024             | ES Tunis              | Ligue 1 Pro           | 15          | 0           | 0           | -                     | -                     | -                     | -          | -          | -          | CAF+AFL                        | 14+4                           | 1+1                            | 0                              | UAFA                | 3                   | 0                   | 0                   | 36    | 2     | 0     |
| 2024-2025             | ES Tunis              | Ligue 1 Pro           | 17          | 2           | 0           | 3                     | 0                     | 0                     | 1          | 0          | 0          | CAF                            | 9                              | 1                              | 0                              | CMC                 | 3                   | 0                   | 0                   | 33    | 3     | 0     |
| 2025-2026             | ES Tunis              | Ligue 1 Pro           | 2           | 0           | 0           | -                     | -                     | -                     | 1          | 0          | 0          | -                              | -                              | -                              | -                              | -                   | -                   | -                   | -                   | 3     | 0     | 0     |
| Sous-total            | Sous-total            | Sous-total            | 88          | 5           | 1           | 9                     | 0                     | 0                     | 2          | 0          | 0          | -                              | 51                             | 4                              | 0                              | -                   | 6                   | 0                   | 0                   | 156   | 9     | 1     |
| Total sur la carrière | Total sur la carrière | Total sur la carrière | 106         | 5           | 3           | 11                    | 0                     | 0                     | 2          | 0          | 0          | -                              | 58                             | 5                              | 0                              | -                   | 6                   | 0                   | 0                   | 183   | 10    | 3     |

### En sélection nationale
| Saison                | Sélection             | Phases finales              | Phases finales | Phases finales | Phases finales | Éliminatoires CDM | Éliminatoires CDM | Éliminatoires CDM | Éliminatoires CAN | Éliminatoires CAN | Éliminatoires CAN | Matchs amicaux | Matchs amicaux | Matchs amicaux | Total | Total | Total |
| Saison                | Sélection             | Compétition                 | M              | B              | Pd             | M                 | B                 | Pd                | M                 | B                 | Pd                | M              | B              | Pd             | M     | B     | Pd    |
| --------------------- | --------------------- | --------------------------- | -------------- | -------------- | -------------- | ----------------- | ----------------- | ----------------- | ----------------- | ----------------- | ----------------- | -------------- | -------------- | -------------- | ----- | ----- | ----- |
| 2021-2022             | Algérie               | Coupe arabe 2021 + CAN 2021 | 4+0            | 1+0            | 0              | -                 | -                 | -                 | 0                 | 0                 | 0                 | 1              | 0              | 0              | 5     | 1     | 0     |
| 2022-2023             | Algérie               | -                           | -              | -              | -              | -                 | -                 | -                 | 1                 | 0                 | 0                 | 3              | 0              | 0              | 4     | 0     | 0     |
| 2023-2024             | Algérie               | CAN 2023                    | 1              | 0              | 0              | 3                 | 0                 | 0                 | 1                 | 0                 | 0                 | 2              | 0              | 0              | 7     | 0     | 0     |
| 2024-2025             | Algérie               | -                           | -              | -              | -              | -                 | -                 | -                 | 6                 | 0                 | 0                 | 1              | 0              | 0              | 7     | 0     | 0     |
| Total sur la carrière | Total sur la carrière | Total sur la carrière       | 5              | 1              | 0              | 3                 | 0                 | 0                 | 8                 | 0                 | 0                 | 7              | 0              | 0              | 23    | 1     | 0     |

### Matchs internationaux
Le tableau suivant liste les rencontres de l'équipe d'Algérie dans lesquelles Mohamed-Amine Tougaï a été sélectionné depuis le 4 décembre 2021 jusqu'à présent.

## Palmarès

### En club
| ES Tunis (9) |
| --- |
| - Ligue 1 Pro (5) : - Champion : 2020, 2021, 2022, 2024 et 2025 - Coupe de Tunisie (1) : - Vainqueur : 2025 - Finaliste : 2020 et 2023 - Supercoupe de Tunisie (3) : - Vainqueur : 2021, 2024 et 2025 - Ligue des champions de la CAF : - Finaliste : 2024 |

### En sélection nationale
Avec la sélection algérienne, Mohamed Tougaï remporte la Coupe arabe de la FIFA 2021.
| Algérie (1)                                      |
| ------------------------------------------------ |
| - Coupe Arabe de la FIFA (1) - Vainqueur en 2021 |